# Оптанти
Оптанти (према лат. optio = слободан избор, слободна воља), лица која су се, на основу међународног права, определила да се одрекну дотадашњег држављанства и приме ново, државе у којој живи већина њиховог матичног народа. Кад оптирају за то право, онда се и преселе у нову државу. 
После Првог светског рата Тријанонским уговором о миру са Мађарском (1920) признато је право Мађарима и Немцима у Краљевству Срба, Хрвата и Словенаца да у року од две године могу да се одлуче хоће ли остати у Краљевини СХС или оптирати у матичну државу. Такође су и Срби и други јужни Словени у Мађарској могли да оптирају за новостворену Краљевину СХС.
Немци се уопште нису користили тим правом, у уверењу да ће и у јужнословенској држави имати сва права и нормалан живот. Мађари су се у занемарљивом броју одлучили за пресељење у Мађарску, јер су као земљорадници и занатлије били чврсто везани за своју средину.
Чиновништво, интелигенција, као и аристократија, добрим делом прешли су у нову Мађарску још пре доношења Мировног уговора (1918—1919). Дато је право и Румунима из јужнословенског Баната да се преселе у Румунију, а такође и Србима из Румуније да се доселе у Краљевину СХС.
Многе српске и буњевачке породице у Мађарској искористиле су ово право и са својом покретном имовином преселиле су се у Краљевину СХС, претежно у Војводину. Српско становништво из градова, Сентандреје, Будимпеште насељавало се највише у Суботици и Новом Саду, док су сеоски житељи прихватали колонизацију по војвођанским местима, највише у Потисју (Сента, Ада, Мол), такође и у Банату (Војвода Степа), Барањи (Бели Манастир, Каранац и др.)